# Kankakee Gallagher Trojans 1937-1938
La stagione 1937-38 dei Kankakee Gallagher Trojans fu l'unica nella NBL per la franchigia.
I Kankakee Gallagher Trojans arrivarono sesti nella Western Division con un record di 3-11, non qualificandosi per i play-off.

## Roster
| N° | Naz.                   | Ruolo | Sportivo        | Anno | Alt. | Peso |
| -- | ---------------------- | ----- | --------------- | ---- | ---- | ---- |
|    | Stati Uniti (bandiera) | G     | Fred Grafft     | 1912 | 175  |      |
|    | Stati Uniti (bandiera) | AC    | Louie Sauer     | 1915 | 198  | 107  |
|    | Stati Uniti (bandiera) | A     | Don Betourne    | 1915 | 185  | 91   |
|    | Stati Uniti (bandiera) | C     | Johnny Hoekstra | 1917 | 196  | 102  |
|    | Stati Uniti (bandiera) | G     | Warren Hair     | 1918 |      |      |
|    | Stati Uniti (bandiera) | AC    | Big Moose Meyer | 1910 | 201  |      |
|    | Stati Uniti (bandiera) | G     | LaVerne Meyer   | 1917 | 183  |      |
|    | Stati Uniti (bandiera) | A     | Don Walsh       | 1916 |      |      |
|    | Stati Uniti (bandiera) | G     | Bob Deweese     | 1915 | 180  | 73   |
|    | Stati Uniti (bandiera) | GA    | Tarzan Woltzen  | 1905 | 191  |      |

## Staff tecnico
- Allenatore: Don Betourne